# 344040 Davidiactor
344040 Davidiactor este o planetă minoră (asteroid) din centura de asteroizi. A fost descoperită pe 23 mai 2001 la Observatorio de Cerro Tololo⁠(d) de Lawrence H. Wasserman⁠(d). 
Obiectul prezintă o orbită caracterizată de o semiaxă mare de 2,3892938105865 UAi, o excentricitate de 0,13868122174496, o înclinație de 13,558776546408 ° în raport cu ecliptica.